# Hector Malot
Hector Malot, född 20 maj 1830 i den franska staden La Bouille, död 17 juli 1907, fransk författare. 
Hector Malot skrev många böcker, både för barn och vuxna, men idag är det egentligen bara en av dem som överlevt, nämligen Sans famille, utkommen 1878, och översatt till svenska med många olika titlar; "Hittebarnet", "Utkastad i världen" och "Utan släkt", till exempel. Trots att boken prisbelönades av franska akademien och blev älskad i både slott och koja är det få av dagens läsare som har gjort sig bekanta med den. 
Malot studerade juridik i Rouen och Paris innan intresset för litteratur tog över, och han blev dramatik- och litteraturkritiker.
Hector Malots första bok, Les Amants, publicerades 1859. Totalt skrev Malot fler än 70 böcker.